# Mülheimer Stadtgarten

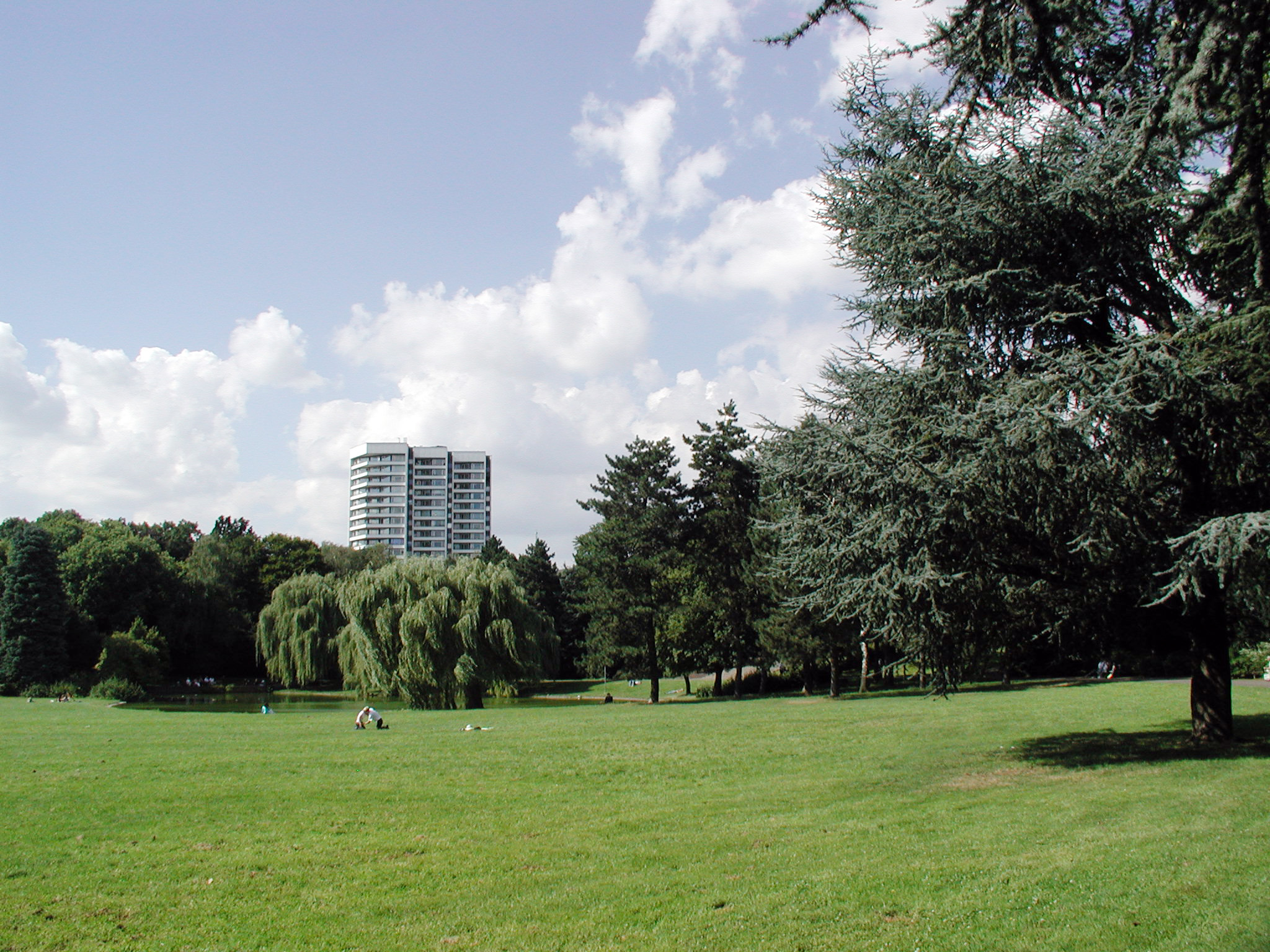
Mülheimer Stadtgarten (2008)

Der im Stadtteil Köln-Mülheim gelegene Mülheimer Stadtgarten entstand in den Jahren 1912/13. Seine heutige Form geht im Wesentlichen auf den Entwurf des Gartenarchitekten Theodor Nußbaum aus dem Jahr 1928 zurück.

## Lage
Der Mülheimer Stadtgarten liegt östlich der Straße Bergischer Ring, zwischen der Lassallestraße im Süden und dem Wiener Platz im Norden. Seine Hauptzugänge befinden sich an der den Garten an seiner Ostseite begrenzenden Jan-Wellem-Straße (die vormals Strundener Straße hieß). An dieser liegen mehrere kleine Straßen, so die Fürstenbergstraße, die Merkerhofstraße, die Sonderburger Straße und die Vincenzstraße, deren Bezeichnungen Bezug auf die Entstehungsgeschichte des Gartens nehmen.

## Geschichte

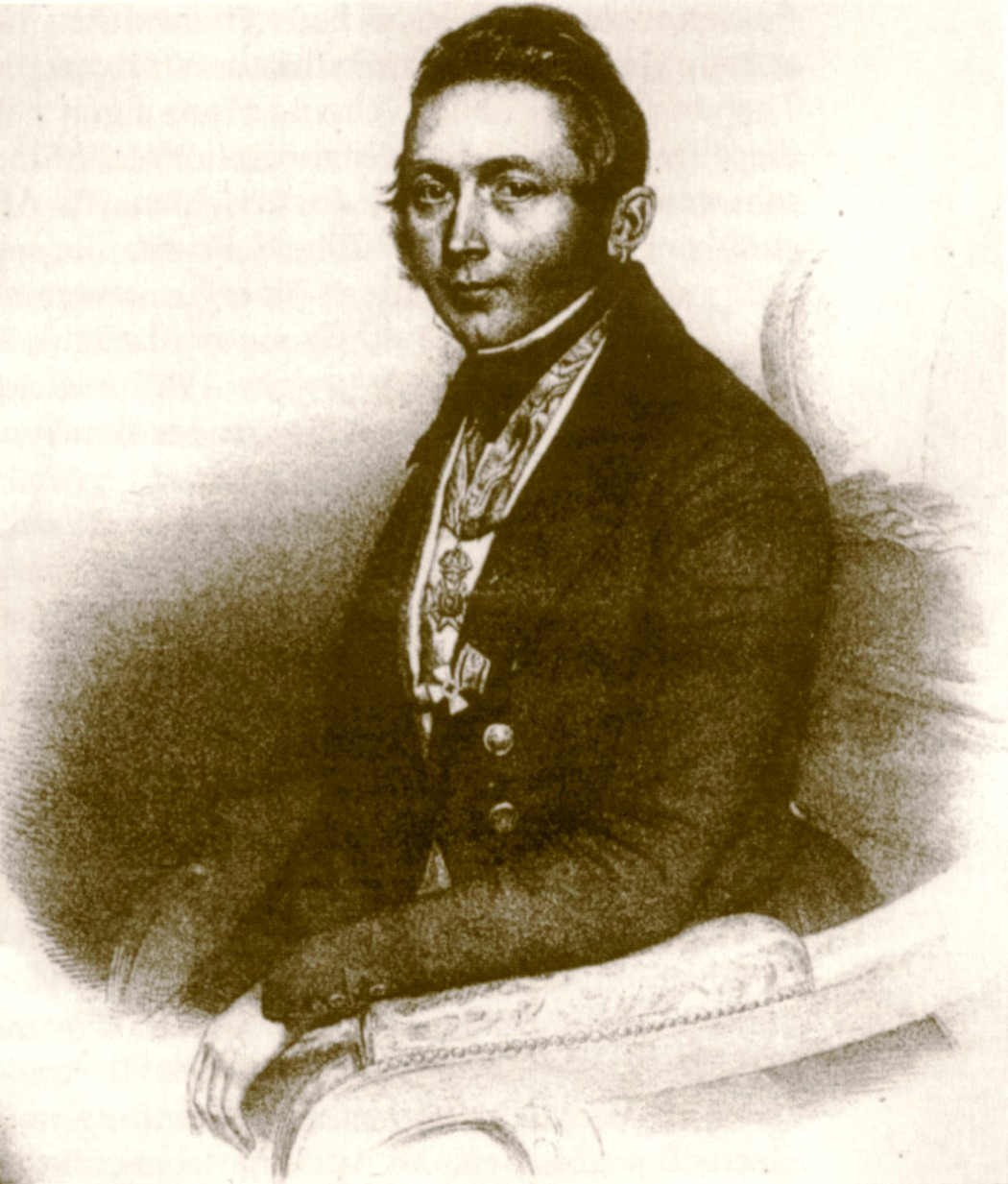
Franz Egon von Fürstenberg-Stammheim (Lithographie um 1830)

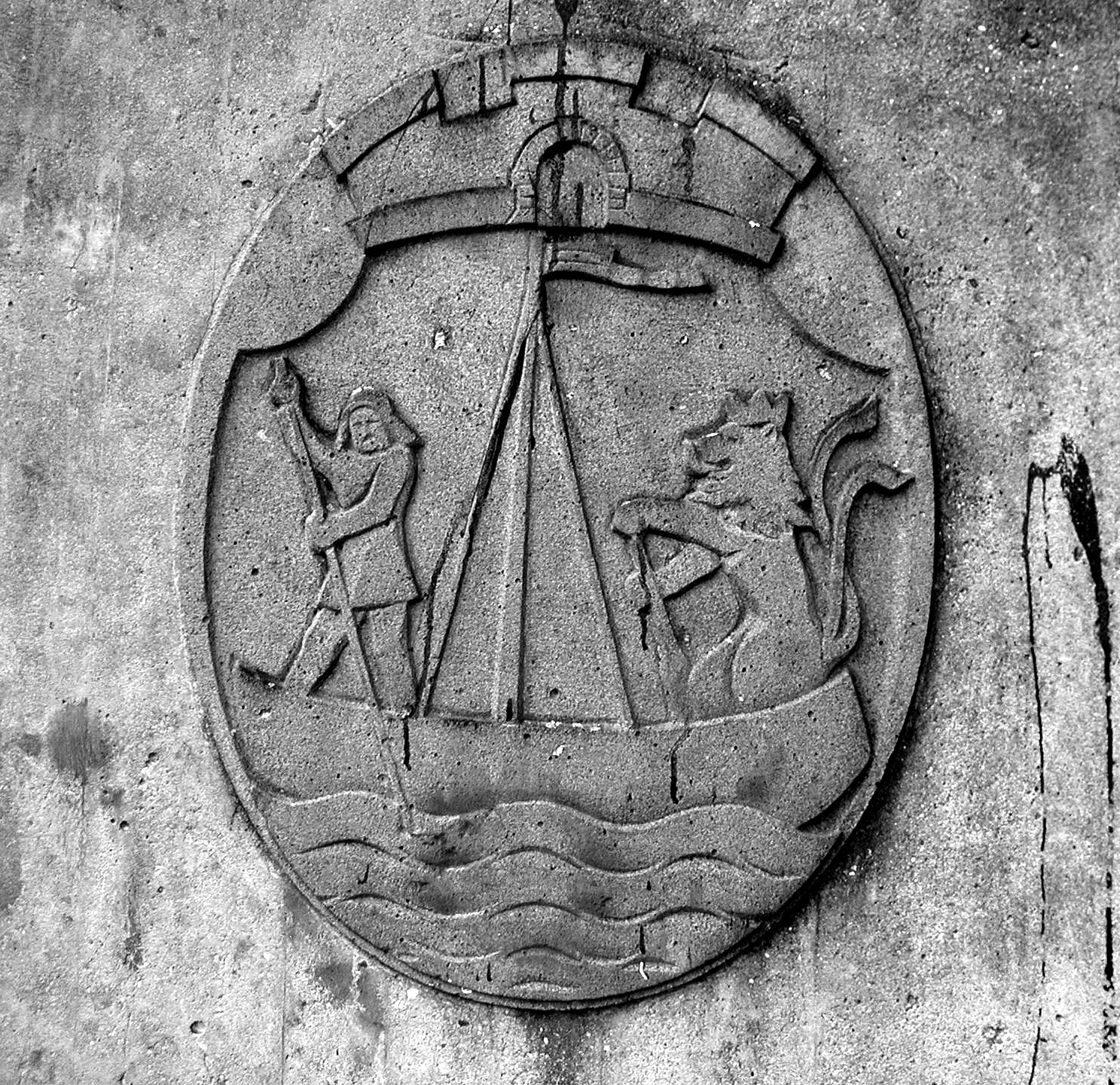
Stadtwappen „Stadt Mülheim am Rhein“

Das Gelände des heutigen Stadtgartens war eine seichte Niederung des Strundener Baches, durch dessen Kraft eine dem Merkerhof zugehörige Mühle angetrieben wurde.
Der Merkerhof, der im Besitz des Adelsgeschlechtes der Freiherren von Fürstenberg war, wurde wohl, nachdem die von Fürstenberg 1818 Besitz in Stammheim erworben hatten, verpachtet und gelangte später an die damals noch selbstständige Stadt Mülheim am Rhein. Die Stadtväter Mülheims erwogen am Beginn des 20. Jahrhunderts, das Gelände zu einem städtischen Garten umzuwandeln.
Die Vincenzstraße verweist mit ihrem Namen auf den damals in einem Dienstgebäude des alten an der Sonderburger Straße gelegenen Mülheimer Friedhofes wohnende Gartenarchitekten und Friedhofsverwalter „Joseph Vincentz“. Vincentz, der 1916 auch stadtkölnischer Friedhofsinspektor wurde, erhielt 1906 den Auftrag zum Entwurf des Mülheimer Stadtgartens.

### Anlage des Gartens
Der im benachbarten Köln 1903 als Gartendirektor berufene Fritz Encke war anerkannter Gartenfachmann und stand reformerischen Ideen in der Gartenkunst aufgeschlossen gegenüber. Sein Beispiel, wirkliche „Volksgärten“ ohne Gitterzäune zu schaffen, in denen zum Beispiel ein Betreten der Rasenflächen nicht verboten, sondern sogar das Ballspiel auf ihnen gestattet war, machte auch an anderen Orten Schule.

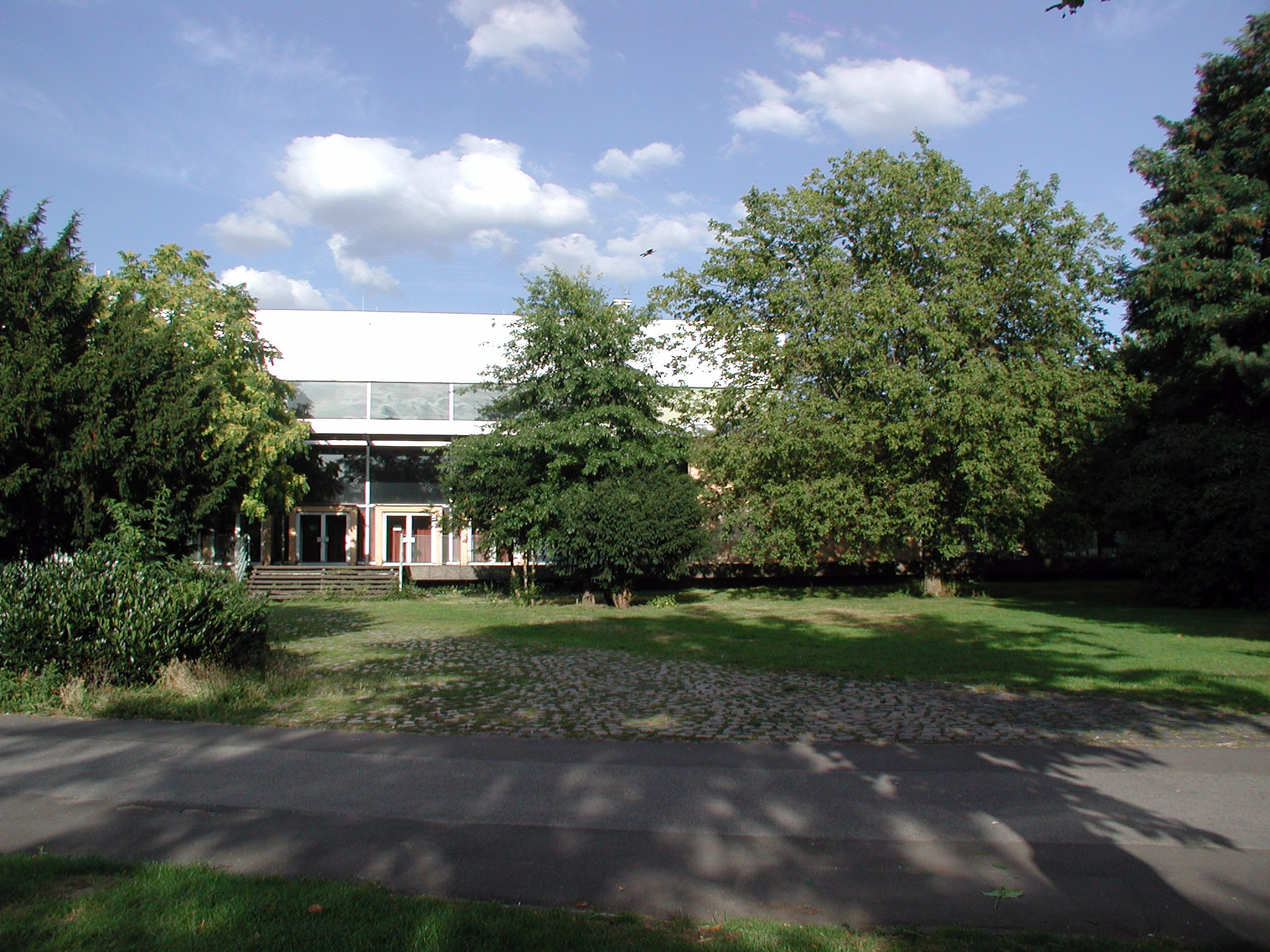
Stadthalle Parkseite
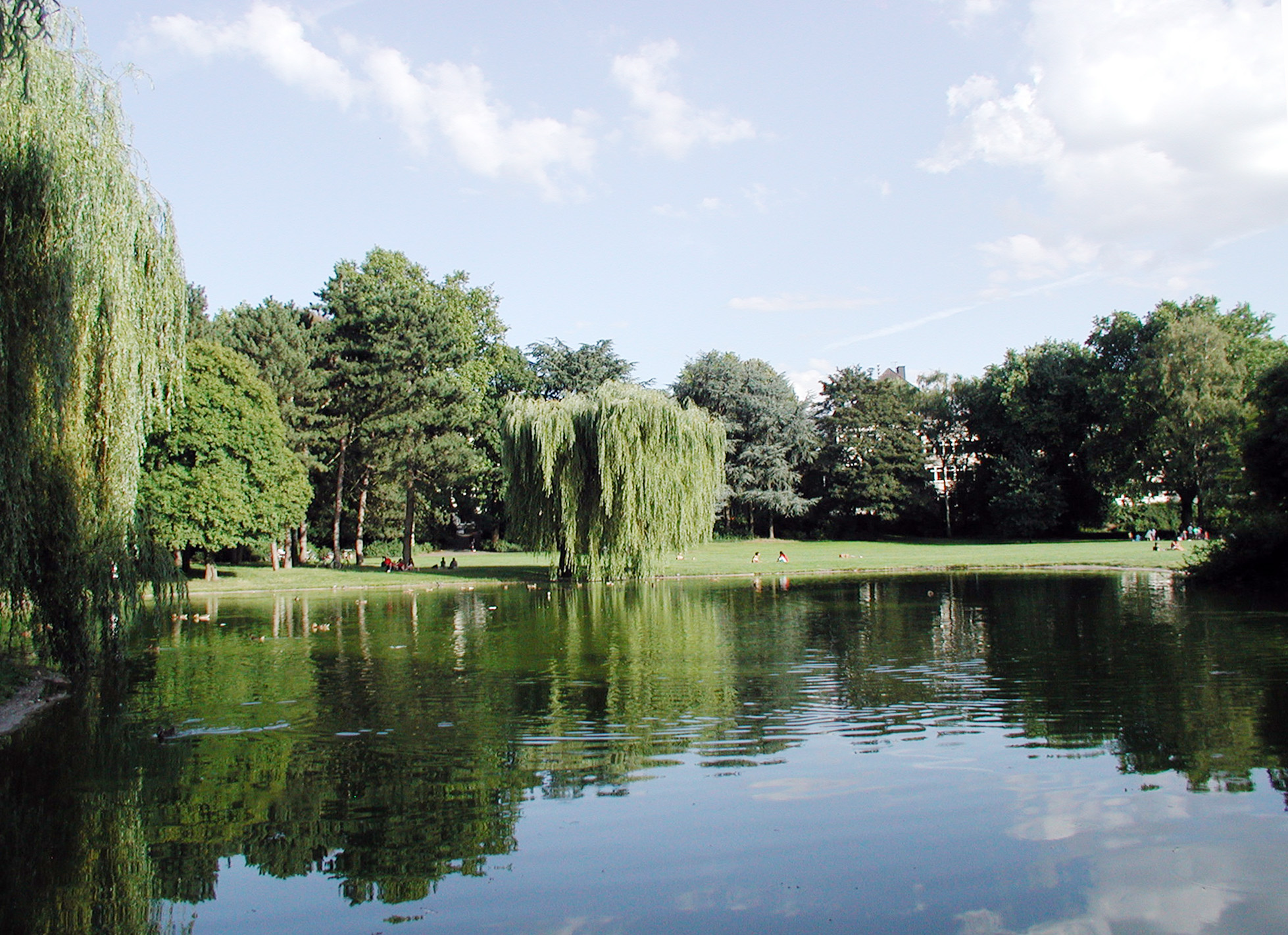
Teichgewässer
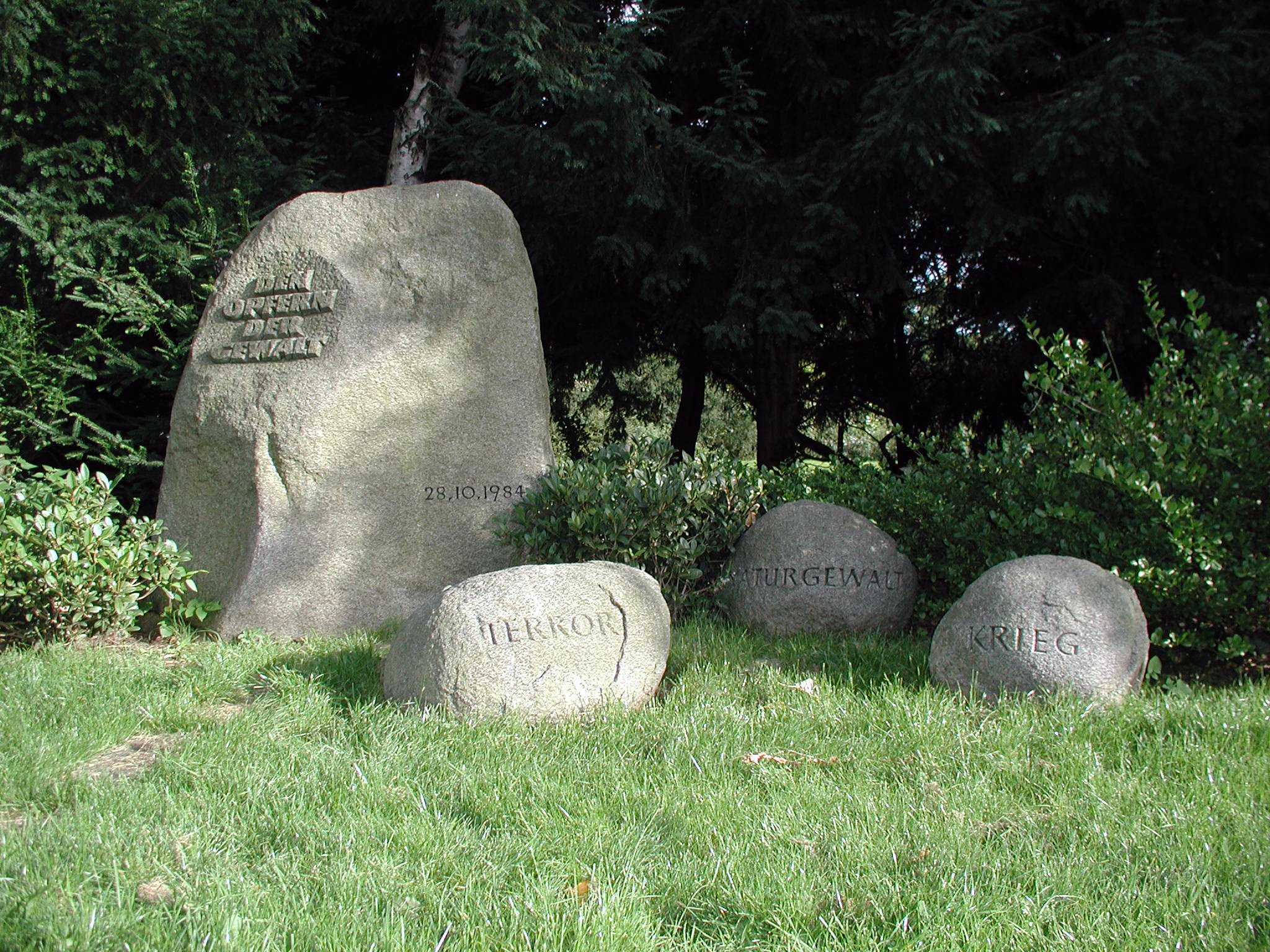
Mahnmal gegen alle Gewalt
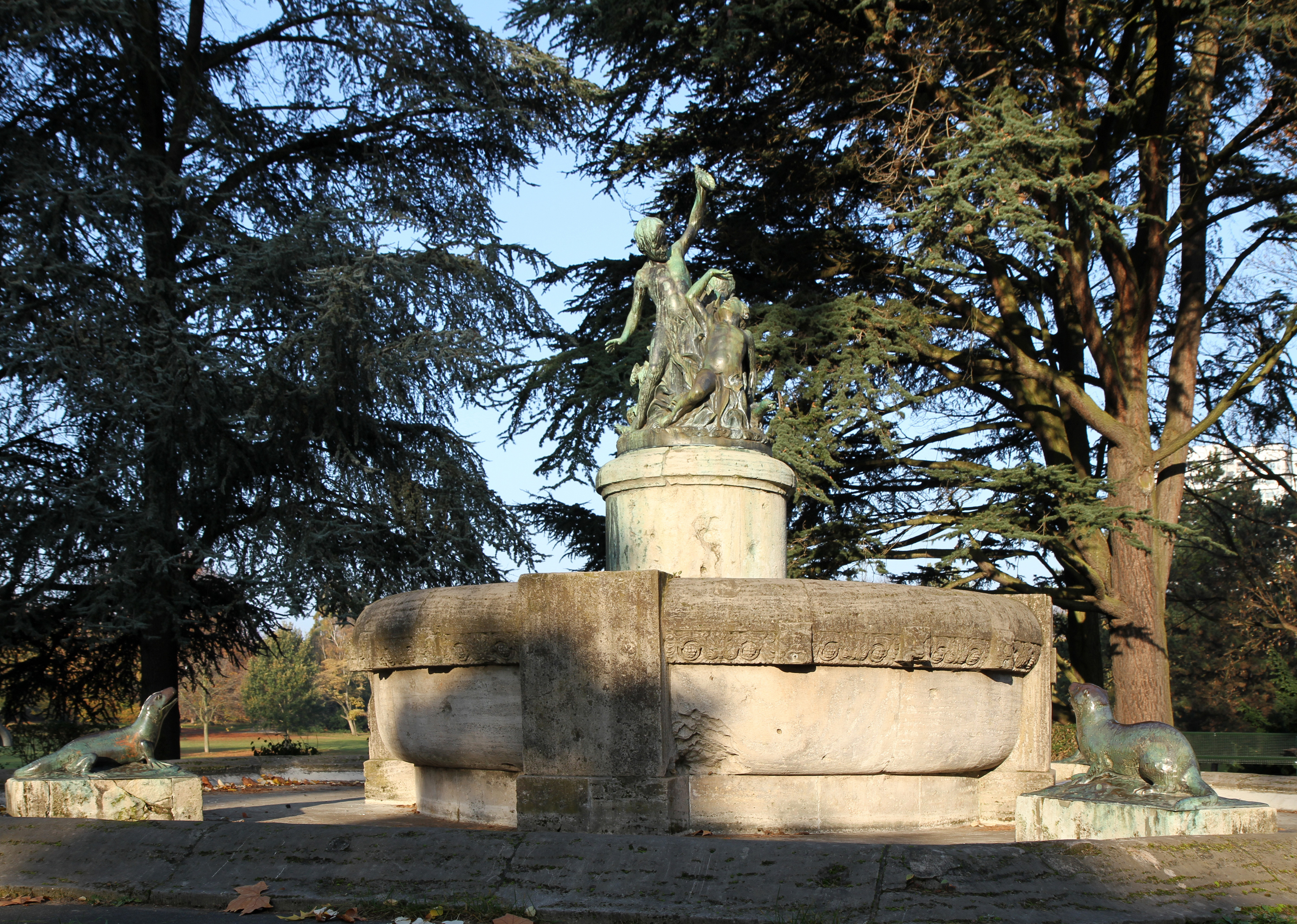
Tier- oder Märchenbrunnen von Wilhelm Albermann am südöstlichen Eingang

#### Wasser, Wiesen und Bäume
Die erste Anlage, in ihren Ausmaßen von geringerer Fläche als heute, entstand in den Jahren 1912 und 1913. In der Mulde, in der sich ehemals auch ein Mühlenteich befand, entstand ein kleiner asymmetrisch geformter mit einem Springbrunnen ausgestatteter See, den weite Wiesenflächen umgaben. Diese wurden nur punktuell mit Bäumen bepflanzt, deren Arten bevorzugt Eichen, Buchen, Birken, Eschen und Erlen, Immergrüne Sträucher und Nadelhölzer waren. Letztere setzten auch im Winter farbliche Akzente. An seinen Rändern mit den dort umlaufenden Hauptwegen war der Garten abgrenzend rundum mit Bäumen und Buschwerk bepflanzt. Wohlhabende Mülheimer Bürger stifteten 1916 den Bau eines Teehauses, welches durch die spätere Erweiterung des Gartens in diesen integriert wurde.

#### Rosengarten

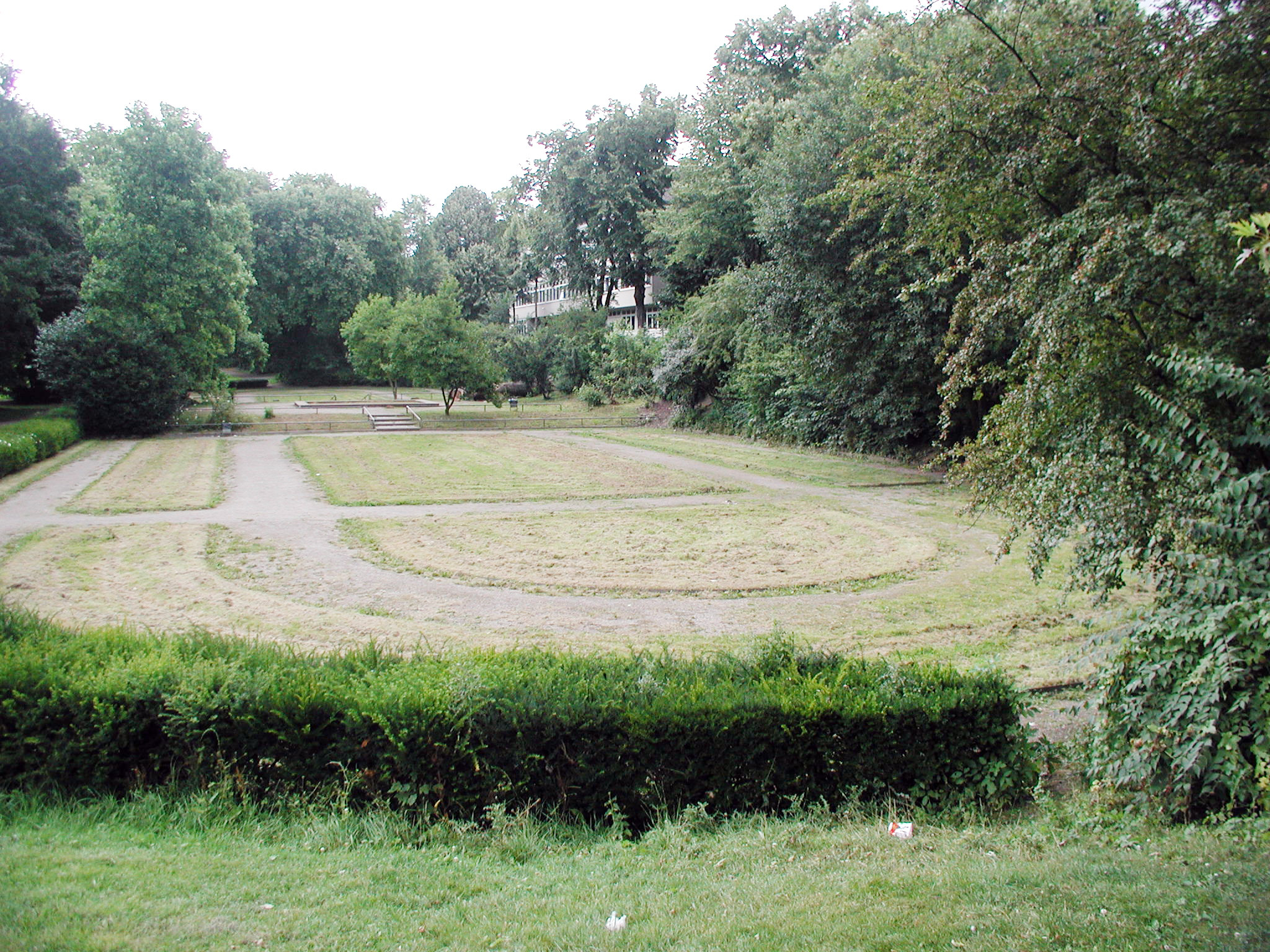
Ehemaliger Rosengarten

Der dreigliedrig angelegte Rosengarten am Südende des Gartens erstreckte sich, beginnend an der Ecke Charlierstraße, parallel zur Lasallestraße über die gesamte Gartenbreite. Der Ziergarten wies ein zentrales Seerosenbecken auf sowie ein mittleres von Zierapfelbäumen umstandenes Karree. Oberhalb des südöstlichen Gartengeländes, Hang aufwärts auf Straßenniveau gegenüber der Sonderburger Straße, wurde 1914 der Märchenbrunnen errichtet. Er realisierte den Entwurf des im Jahr zuvor verstorbenen Kölner Bildhauers Wilhelm Albermann. Im Oktober 2023 wurden die vier Tierfiguren aus Bronze des Brunnens gestohlen, die wegen einer Sanierung in einem Container gelagert waren.
Während der auch in Köln herrschenden großen Arbeitslosigkeit wurde 1928 im Rahmen der sogenannten „Notstandsarbeiten“ durch Arbeitslose eine Erweiterung des Gartens in nördlicher Richtung bis an den Wiener Platz durchgeführt. Entwurf und Planung der Erweiterung unterstanden Theodor Nußbaum, der die Leitung des Entwurfsbüros der Kölner Gartenverwaltung innehatte. In den 1930er Jahren entstand an der Jan-Wellem-Straße eine recht groß dimensionierte in den Garten hinab führende Freitreppe, die in den folgenden Jahren dem sonntäglichen Aufmarsch der Hitlerjugend diente.

### Heutiger Garten

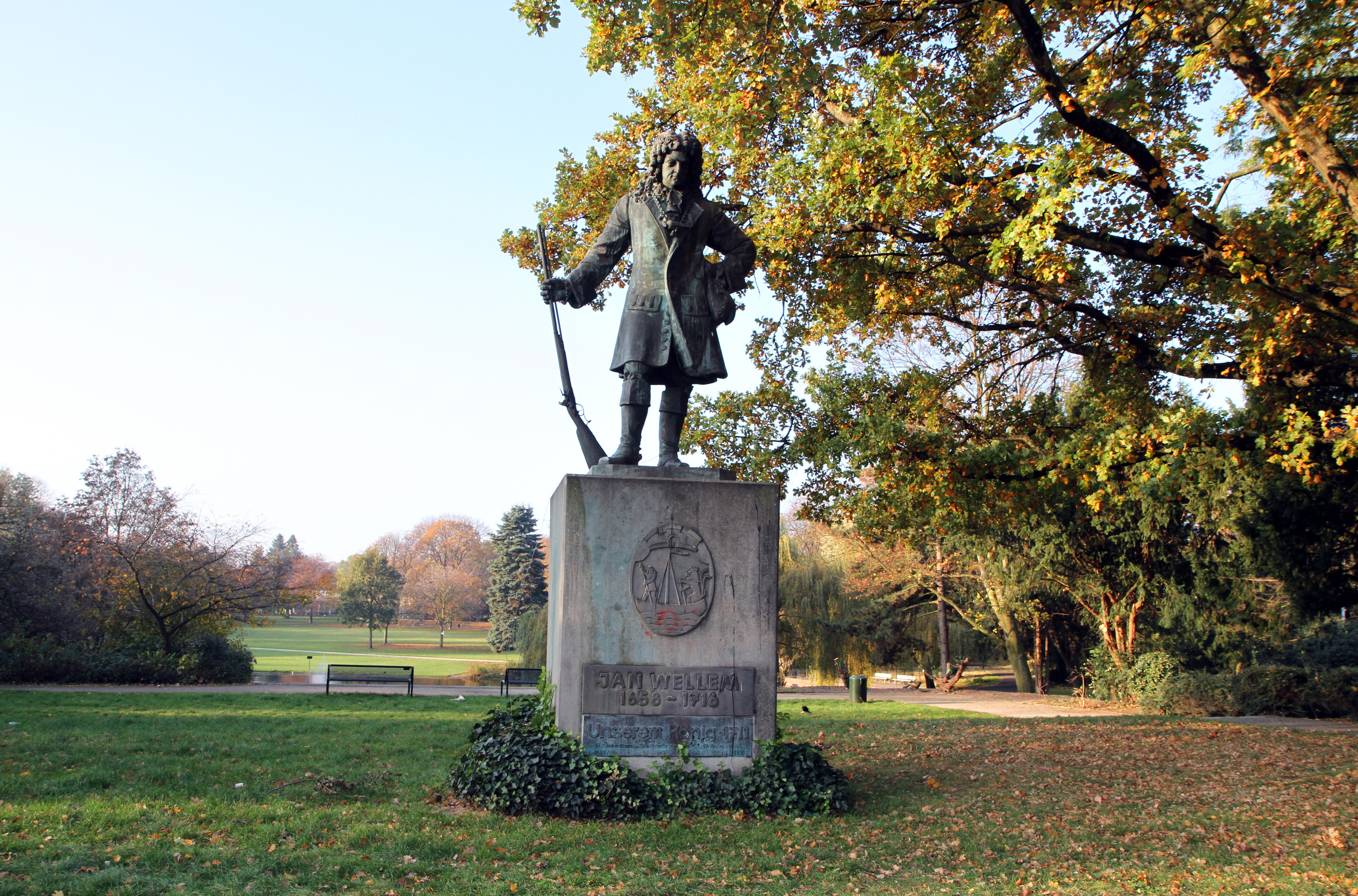
Jan-Wellem-Denkmal

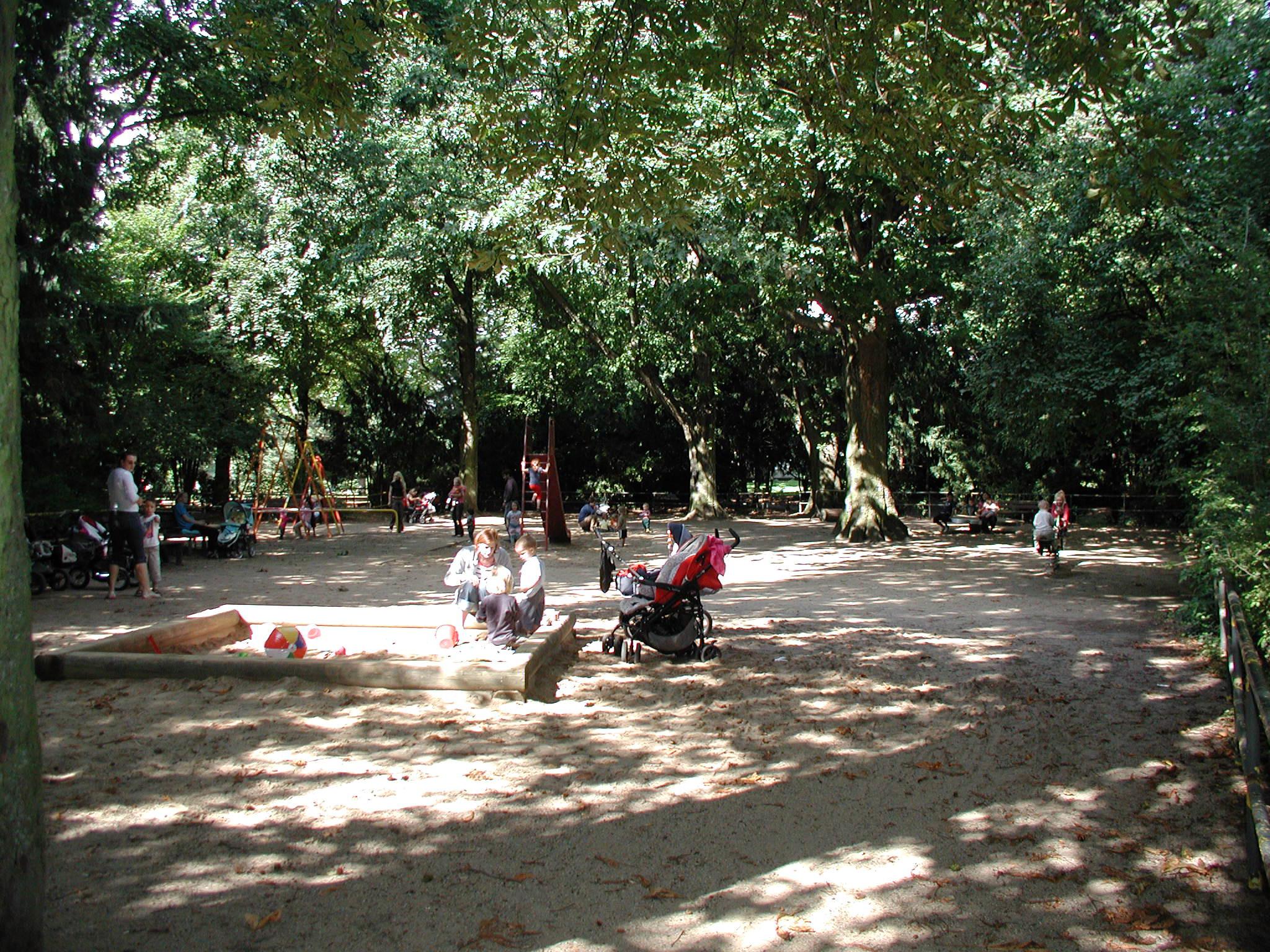
Kinderspielplatz an der Westseite

Das Teehaus im Stadtgarten wurde im Zweiten Weltkrieg zerstört, an seinem Standort entstand die heutige Stadthalle.
Der ursprüngliche Standort des Jan-Wellem-Denkmals war auf der Südseite des Wiener Platzes. Nach dem Zweiten Weltkrieg wurde das Denkmal zum Stadtgarten gegenüber der Einmündung der Fürstenbergstraße, und zwar seitlich vor die Freitreppe des Gartens, versetzt. An den ersten Eingangsweg an der Jan-Wellem-Straße wurde 1984 ein eigenwilliges Kunstwerk platziert. Es besteht aus einer Gruppe von Steinblöcken (vermutlich Wollsackverwitterung), deren jeweilige Beschriftung sich als Mahnung gegen alle Arten der Gewalt richtet. Ein großer Spielplatz für Kleinkinder an der Nordwestseite bietet Schatten unter alten Bäumen. Die Wege des Gartens sind gepflegt, auch finden sich ausreichend Ruhebänke. Der Verkehrslärm einer Großstadt ist kaum wahrnehmbar.
Dem Besucher des Gartens zeigen sich nur wenige Mängel. So weist der Teich starke Algenbildung auf, Blumenbepflanzungen (Beete oder an Wegrändern) sind nicht vorhanden. Die Anlage des ehemaligen Rosengartens ist in ihrer Fläche und mit ihren symmetrischen Einfassungen erhalten und gut erkennbar, heute aber mit Gras bestanden.